# باشگاه فوتبال ولینگتون المپیک
باشگاه فوتبال ولینگتون المپیک یک باشگاه فوتبال حرفه‌ای نیوزیلند است که در برهامپور، ولینگتون واقع شده است. این باشگاه در لیگ مرکزی رقابت می‌کند که از طریق آن به لیگ ملی نیوزیلند راه می‌یابد.

## تاریخچه باشگاه
این باشگاه در سال ۱۹۵۳ توسط مهاجران یونانی به نام آپولون ای‌اف‌سی تشکیل شد و معمولاً به عنوان "یونانیان" شناخته می‌شود. این باشگاه در سال ۱۹۵۹ نام خود را به باشگاه فوتبال کریستین یوث تغییر داد و در سال ۱۹۸۳ به ولینگتون المپیک تبدیل شد. جامعه محلی یونان همچنان پایه حمایت باشگاه است و تعداد قابل توجهی از بازیکنان از میراث یونانی هستند.

## بازیکنان برجسته
- لئو برتس
- سایمن الیوت